# 豆蔻面包
豆蔻面包是一種含有豆蔻的面包或糕点。該種食物主要在芬蘭和瑞典流行。當地人通常在吃豆蔻面包時會與咖啡或茶搭配。移民到加拿大和美國的瑞典和芬蘭人也會吃這種食物，而且將該食物引入當地。